# Erlend Holm
Erlend Molnes Holm (Ålesund, 17 maggio 1983) è un ex calciatore norvegese, di ruolo centrocampista.

## Carriera

### Club
Holm iniziò la carriera con la maglia dello Aalesund. Debuttò nella 1. divisjon il 6 maggio 2001, quando sostituì Paulo Dos Santos nel pareggio per 1-1 sul campo del Tromsdalen. Nel campionato 2002, contribuì a far raggiungere la promozione alla sua squadra.
Il 13 aprile 2003 poté così esordire nella Tippeligaen, nella sconfitta per 3-2 contro il Tromsø. Lo Aalesund non raggiunse però la salvezza. Holm rimase lo stesso in squadra e partecipò all'immediata risalita della formazione. Al termine del campionato 2005, l'Aalesund retrocesse ancora.
Il centrocampista aiutò nuovamente la sua squadra, che raggiunse la promozione. Al termine del campionato 2008, scaduto il suo contratto, decise di ritirarsi nonostante avesse soltanto 25 anni. Holm annunciò questa decisione per la volontà di continuare i suoi studi.

### Nazionale
Holm giocò 3 partite per la Norvegia under 21. Debuttò il 12 febbraio 2003, andando anche a segno nel pareggio per 1-1 contro la Grecia under 21.